# 와이누이오마타 AFC
와이누오마타 AFC(Wainuiomata Association Football Club)는 뉴질랜드 와이누오마타에 연고를 둔 축구단이다. 이 구단은 1959년에 설립되었으며 웰링턴 센트럴 리그의 창립 멤버였다. 여기에는 7개의 남자 팀과 2개의 여자 팀, 그리고 20개가 넘는 유소년 팀이 포함된다. 시니어 남자 팀은 캐피털  프리미어에 참가하고 있다.

## 선수 명단

### 역대
틀:캐피털 프리미어 (뉴질랜드)